# Lê Đức Lương
 Lê Đức Lương (sinh ngày 18 tháng 8 năm 1994) là một cầu thủ bóng đá người Việt Nam chơi ở vị trí hậu vệ trái cho câu lạc bộ Phù Đổng tại V.League 2.